# Wereldkampioenschappen kanoslalom
De wereldkampioenschappen kanoslalom is een internationaal kampioenschap kanovaren. De wereldkampioenschappen vinden sinds 2002 ieder jaar plaats, met uitzondering van de olympische jaren. Van 1949 tot en met 1999 vond het toernooi iedere twee jaar plaats in de oneven jaren.

## Wedstrijden
Mannen varen, zowel individueel als in teamverband, in de eenpersoons kajak (K-1), eenpersoons gesloten kano (C-1) en de tweepersoon gesloten kano (C-2). Vrouwen varen in de eenpersoons kajak (K-1), zowel individueel als in teamverband. Vanaf 2010 varen de vrouwen eveneens in de eenpersoons gesloten kano (C-1), de teamwedstrijd op dat onderdeel werd afgelast vanwege de weersomstandigheden.

## Edities
| Jaar | Gaststad            | Gastland                       |
| ---- | ------------------- | ------------------------------ |
| 1949 | Genève              | Zwitserland                    |
| 1951 | Steyr               | Oostenrijk                     |
| 1953 | Meran               | Italië                         |
| 1955 | Ljubljana           | Joegoslavië                    |
| 1957 | Augsburg            | West-Duitsland                 |
| 1959 | Genève              | Zwitserland                    |
| 1961 | Hain                | Duitse Democratische Republiek |
| 1963 | Spittal an der Drau | Oostenrijk                     |
| 1965 | Spittal an der Drau | Oostenrijk                     |
| 1967 | Lipno nad Vltavou   | Tsjecho-Slowakije              |
| 1969 | Bourg-Saint-Maurice | Frankrijk                      |
| 1971 | Alpe di Mera        | Italië                         |
| 1973 | Muotathal           | Zwitserland                    |
| 1975 | Skopje              | Joegoslavië                    |
| 1977 | Spittal an der Drau | Oostenrijk                     |
| 1979 | Jonquière           | Canada                         |
| 1981 | Bala                | Verenigd Koninkrijk            |
| 1983 | Meran               | Italië                         |
| 1985 | Augsburg            | Duitsland                      |
| 1987 | Bourg-Saint-Maurice | Frankrijk                      |
| 1989 | Savage River        | Verenigde Staten               |
| 1991 | Ljubljana           | Joegoslavië                    |
| 1993 | Mezzana Rabattone   | Italië                         |
| 1995 | Nottingham          | Verenigd Koninkrijk            |
| 1997 | Três Coroas         | Brazilië                       |
| 1999 | La Seu d'Urgell     | Spanje                         |
| 2002 | Bourg-Saint-Maurice | Frankrijk                      |
| 2003 | Augsburg            | Duitsland                      |
| 2005 | Penrith             | Australië                      |
| 2006 | Praag               | Tsjechië                       |
| 2007 | Foz do Iguaçu       | Brazilië                       |
| 2009 | La Seu d'Urgell     | Spanje                         |
| 2010 | Ljubljana           | Slovenië                       |
| 2011 | Bratislava          | Slowakije                      |
| 2013 | Praag               | Tsjechië                       |
| 2014 | Deep Creek Lake     | Verenigde Staten               |
| 2015 | Londen              | Verenigd Koninkrijk            |
| 2017 | Pau                 | Frankrijk                      |
| 2018 | Rio de Janeiro      | Brazilië                       |
| 2019 | La Seu d'Urgell     | Spanje                         |

## Medaillespiegel aller tijden
- Stand na afloop van de wereldkampioenschappen kanoslalom 2010.

| Plaats | Land                           | Goud | Zilver | Brons | Totaal |
| 1      | Duitse Democratische Republiek | 49   | 42     | 32    | 123    |
| 2      | Frankrijk                      | 45   | 46     | 28    | 119    |
| 3      | Tsjecho-Slowakije              | 34   | 44     | 40    | 118    |
| 4      | West-Duitsland                 | 23   | 26     | 26    | 75     |
| 5      | Verenigde Staten               | 24   | 23     | 18    | 65     |
| 6      | Duitsland                      | 21   | 20     | 17    | 58     |
| 7      | Verenigd Koninkrijk            | 19   | 12     | 21    | 56     |
| 8      | Tsjechië                       | 16   | 11     | 13    | 40     |
| 9      | Slowakije                      | 16   | 9      | 10    | 35     |
| 10     | Oostenrijk                     | 14   | 9      | 12    | 35     |
| 11     | Zwitserland                    | 7    | 10     | 17    | 34     |
| 12     | Polen                          | 4    | 8      | 9     | 21     |
| 13     | Joegoslavië                    | 2    | 5      | 7     | 14     |
| 14     | Slovenië                       | 2    | 3      | 6     | 11     |
| 15     | Italië                         | 2    | 4      | 4     | 10     |
| 16     | Australië                      | 1    | 2      | 3     | 6      |
| 17     | Spanje                         | 0    | 1      | 4     | 5      |
| 18     | Canada                         | 1    | 1      | 1     | 3      |
| 19     | Nederland                      | 0    | 1      | 1     | 2      |
| 20     | Kroatië                        | 0    | 1      | 0     | 1      |
| Totaal | Totaal                         | 289  | 278    | 273   | 831    |

1949 ·
1951 ·
1953 ·
1955 ·
1957 ·
1959 ·
1961 ·
1963 ·
1965 ·
1967 ·
1969 ·
1971 ·
1973 ·
1975 ·
1977 ·
1979 ·
1981 ·
1983 ·
1985 ·
1987 ·
1989 ·
1991 ·
1993 ·
1995 ·
1997 ·
1999 ·
2002 ·
2003 ·
2005 ·
2006 ·
2007 ·
2009 ·
2010 ·
2011 ·
2013 ·
2014 ·
2015 ·
2017 ·
2018 ·
2019